# Penstemon deaveri
Penstemon deaveri är en grobladsväxtart som beskrevs av Crosswhite. Penstemon deaveri ingår i släktet penstemoner, och familjen grobladsväxter. Inga underarter finns listade i Catalogue of Life.